# Condado de Graham (Kansas)
El condado de Graham (en inglés: Graham County) es un condado en el estado estadounidense de Kansas. En el censo de 2000 el condado tenía una población de 2.946 habitantes. La sede de condado es Hill City. El condado fue fundado el 26 de febrero de 1887 y fue nombrado en honor al capitán John L. Graham, un soldado de la Unión que murió en la Batalla de Chickamauga durante la Guerra de Secesión.

## Geografía
Según la Oficina del Censo, el condado tiene un área total de 2.328 km² (899 sq mi), de la cual 2.327 km² (898,4 sq mi) es tierra y 1 km² (0,6 sq mi) (0,04%) es agua.

### Condados adyacentes
- Condado de Norton (norte)
- Condado de Phillips (noreste)
- Condado de Rooks (este)
- Condado de Trego (sur)
- Condado de Gove (suroeste)
- Condado de Sheridan (oeste)

### Áreas protegidas nacionales
- Nicodemus National Historic Site

## Demografía
En el  censo de 2000, hubo 2.946 personas, 1.263 hogares y 847 familias residiendo en el condado. La densidad poblacional era de 3,3 personas por milla cuadrada (1,3/km²). En el 2000 había 1.553 unidades habitacionales en una densidad de 1,7 por milla cuadrada (0,7/km²). La demografía del condado era de 94,91% blancos, 3,22% afroamericanos, 0,34% amerindios, 0,27% asiáticos, 0,03% isleños del Pacífico, 0,41% de otras razas y 0,81% de dos o más razas. 0,78% de la población era de origen hispano o latino de cualquier raza. 
La renta promedio para un hogar del condado era de $31.286 y el ingreso promedio para una familia era de $38.036. En 2000 los hombres tenían un ingreso medio de $26.642 versus $18.222 para las mujeres. La renta per cápita para el condado era de $18.050 y el 11,50% de la población estaba bajo el umbral de pobreza nacional.

## Ciudades y pueblos
- Bogue
- Hill City
- Morland
- Nicodemus
- Penokee